# Paulo César Motta
Paulo César Motta (Cidade da Guatemala, 29 de março de 1982) é um futebolista guatemalteco, que atua como goleiro.